# نتريت الفضة
نتريت الفضة هو مركب لاعضوي صيغته الكيميائية AgNO2. وهو مادة صلبة بلورية لونها أصفر باهت عديمة الرائحة، تصبح رصاصية اللون عند تعرضها للضوء. 

## الخواص
وزنه الجزيئي 153.87 . قابل للتفكك عند 140 درجة سيليزية و كثافته 4.45 جرام/سم3 . قابلة للذوبان في الماء و تزداد الذوبانية مع ارتفاع درجة حرارة الماء، و لا تذوب في الكحول. يجب حفظها في عبوة محكمة الإغلاق بعيداً عن الضوء. 

## الاستخدامات
تستعمل لتحضير محلول نيتريت الصوديوم المستخدم في عمليات تحليل الماء وأيضاً ككاشف للكحولات الأولية و الثانوية و الثالثية.